# Belhariya jezik
Belhariya jezik (ISO 639-3: byw; belhare, athpariya, athpahariya, athpare, athpagari), sinotibetski jezik uže tibetsko-burmanske skupine kojim još govori oko 500 ljudi (1995 K. Ebert) u selu Belhara i brdima zapadno od Dhankuta Bajara, u zoni Koshi (कोशी), Nepal.
Belhariya nazivan i athpariya, nije isto što i athpariya jezik [aph], kojemu je nerazumljiv, a oba naroda (Belhare i Athpariya) označavana su imenom Athpare, a razlikuju se i imenima Dhankuta ili ‘Noupagari’ i Belhare ili ‘Athpagari’ (Bickel 1996). U upotrebi je i nepalski (Bickel 1996).
Jezik belhariya zajedno s još 25 drugih jezika čini istočnokirantsku podskupinu kirantskih jezika, šira mahakirantska skupina himalajskih jezika.

## Vanjske poveznice
- Ethnologue (14th)
- Ethnologue (15th)